# Shazam Safin
Shazam Safin (em russo:  Шазам Сергеевич Сафин, Kochko-Pozharki, Níjni Novgorod, 7 de abril de 1932 — Moscovo, 23 de março de 1985) foi um lutador de luta greco-romana russo.

## Carreira
Foi vencedor da medalha de ouro na categoria de 62-67 kg em Helsínquia 1952.